# 제임스 그레이
제임스 그레이(James Gray, 1969년 4월 14일 ~ )는 미국의 영화 감독, 영화 각본가이다. 감독 데뷔 영화 《비열한 거리》(Little Odessa)를 통해 베네치아 국제 영화제에서 은사자상을 수상했다.

## 작품 목록
- 비열한 거리 (Little Odessa, 1994)
- 더 야드 (2000)
- 위 오운 더 나잇 (2007)
- 투 러버스 (2008)
- 이민자 (2013)
- 잃어버린 도시 Z (2016)
- 애드 아스트라 (2019)
- 아마겟돈 타임 (2022)